# Peking Universität HSBC Business School

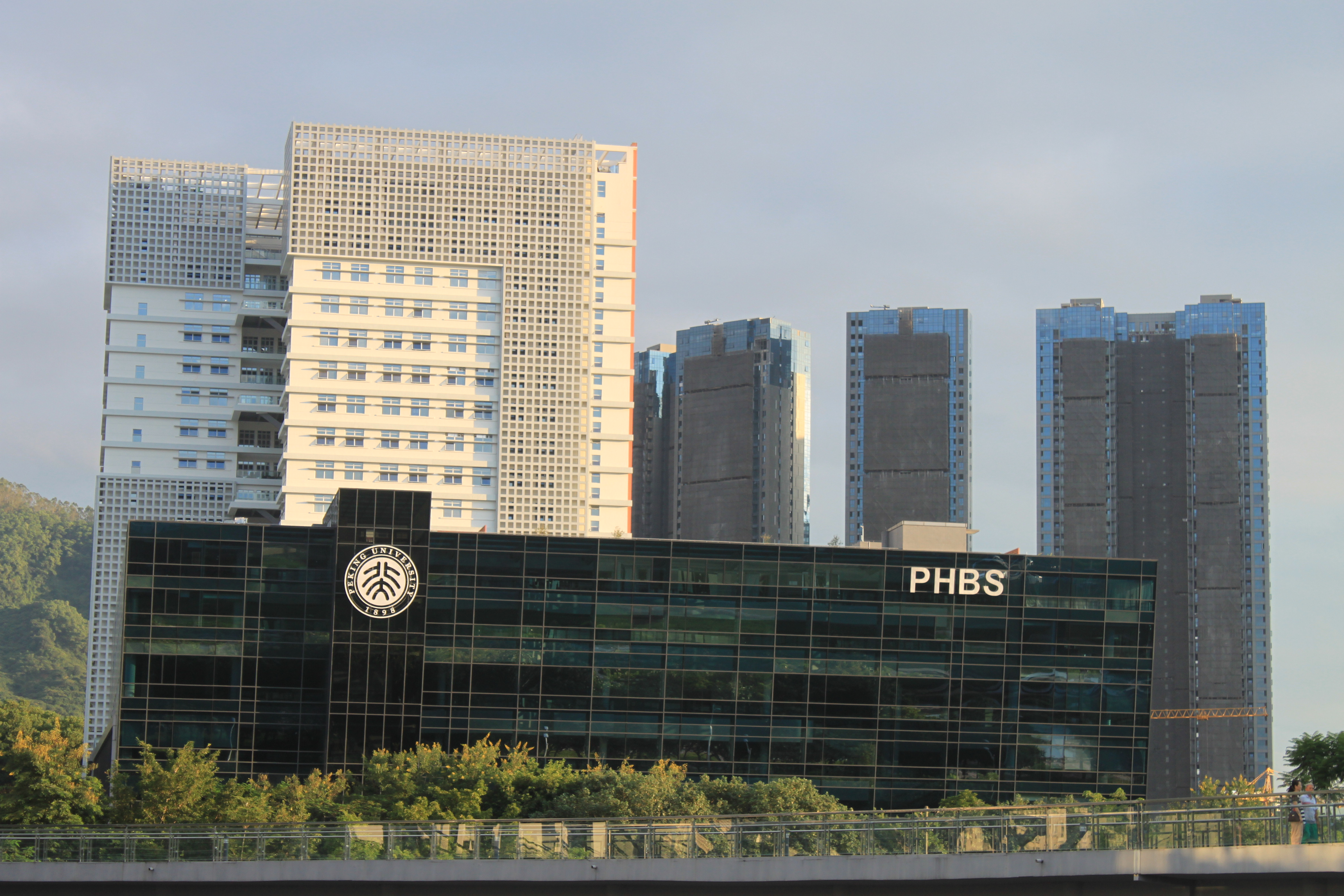
HSBC Business School in Shenzhen

Die Peking Universität HSBC Business School (kurz: PHBS; simplified Chinese: 北大汇丰商学院; traditional Chinese: 北京大學匯豐商學院; pinyin: Beǐjīng Dàxué Huìfēng Shāngxuéyuàn) ist eine Wirtschaftshochschule in Shenzhen, Volksrepublik China und Teil der 120 Jahre alten Universität Peking.
Schon 2001 gründete die Universität Peking die PKU Shenzhen Graduate School, die sowohl Abschlüsse in Wirtschaft als auch Rechtswissenschaften anbot, auf dem Pekinger Hauptcampus. Im Jahr 2004 entschied man sich, die heutige Peking University Shenzhen Business School in Shenzhen neu zu gründen. Im Jahr 2008 wurde sie durch signifikante Unterstützung (Original: significant support) der internationalen Großbank HSBC finanziert in Folge auch nach ihr benannt. Der neue Name der Business School war fortan Peking University HSBC Business School. Neun Jahre später kaufte die Hochschule den Campus Boar’s Hill in Oxfordshire, Vereinigtes Königreich für fast 9 Mio. £, auf dem die Studenten der PHBS ein Semester studieren können.
Die Hochschule ist doppelte akkreditiert durch die Association to Advance Collegiate Schools of Business und die Association of MBAs. Es wird ein Executive MBA (EMBA) zusammen mit der Universität Cambridge angeboten. Es werden sowohl Master- als auch Promotionsabschlüsse (PhD) verliehen. Die Studenten sind zu 95 % chinesischer Nationalität.